# Macizo de Anaga
El macizo de Anaga es una formación montañosa y región histórica del nordeste de la isla canaria de Tenerife, España. Es el lugar que cuenta con mayor cantidad de endemismos de Europa y por eso en 1994 fue declarado como parque rural de Anaga y el 9 de junio de 2015 como reserva de la biosfera por la Unesco.
Abarca el término municipal de Santa Cruz de Tenerife y, parcialmente, los de San Cristóbal de La Laguna y Tegueste, alcanzando una altitud máxima de 1020 m s. n. m. en la Cruz de Taborno. Se extiende desde la Punta de Anaga, en el noreste, hasta la Cruz del Carmen, en dirección suroeste, reuniendo los roques y picos de Bichuelo, Anambro, Chinobre, Pico Limante, Pico del Inglés, Cruz de Taborno y la propia Cruz del Carmen. Con una antigüedad estimada de entre 7 y 9 millones de años, es una de las zonas más antiguas de la isla.
Su relativa altitud y su peculiar situación, en el paso de los vientos alisios, la convierten en una zona especialmente húmeda en comparación con otras zonas canarias, lo que ha favorecido la existencia de una especial diversidad de hábitats naturales, entre los que destaca la laurisilva.
El macizo de Anaga constituye el borde nororiental de la isla de Tenerife. Como se trata de una avanzada en el mar, también se le llama península de Anaga. Desde un punto topográfico se caracteriza por presentar altitudes modestas en relación con el resto de la isla, con cotas máximas algo superiores a los 1000 m, pero con frecuentes desniveles que en ocasiones alcanzan los 700 m de altura.
Su fisiografía se resuelve en un conjunto de valles profundos, por lo general bastante cortos, separados por estrechos interfluvios que parten perpendicularmente de una línea de cumbres alineada de este a oeste. Los bordes del macizo escapan a esta generalización, constituyendo sectores de topografía mucho más suave.
Gran parte del macizo fue declarado parque natural en 1987 y reclasificado en su totalidad a Parque rural de Anaga en 1994 por la Ley de Espacios Naturales de Canarias.
Es en esta zona donde se ubican las localidades de San Andrés (la más poblada), Taganana, El Suculum, Igueste de San Andrés, Valleseco, María Jiménez, Cueva Bermeja y Barrio de la Alegría. También los caseríos de El Batán, Taborno, Las Carboneras, Afur, Roque Negro, Chamorga, La Cumbrilla, Lomo de Las Bodegas, Almáciga, Casas de La Cumbre, Catalanes, Valle Tahodio, Benijo, El Draguillo, Las Palmas, Chinamada, Bejía, Cabeza de Toro, El Río, Las Casillas, Valle Brosque, Valle Crispin y Valle Grande.

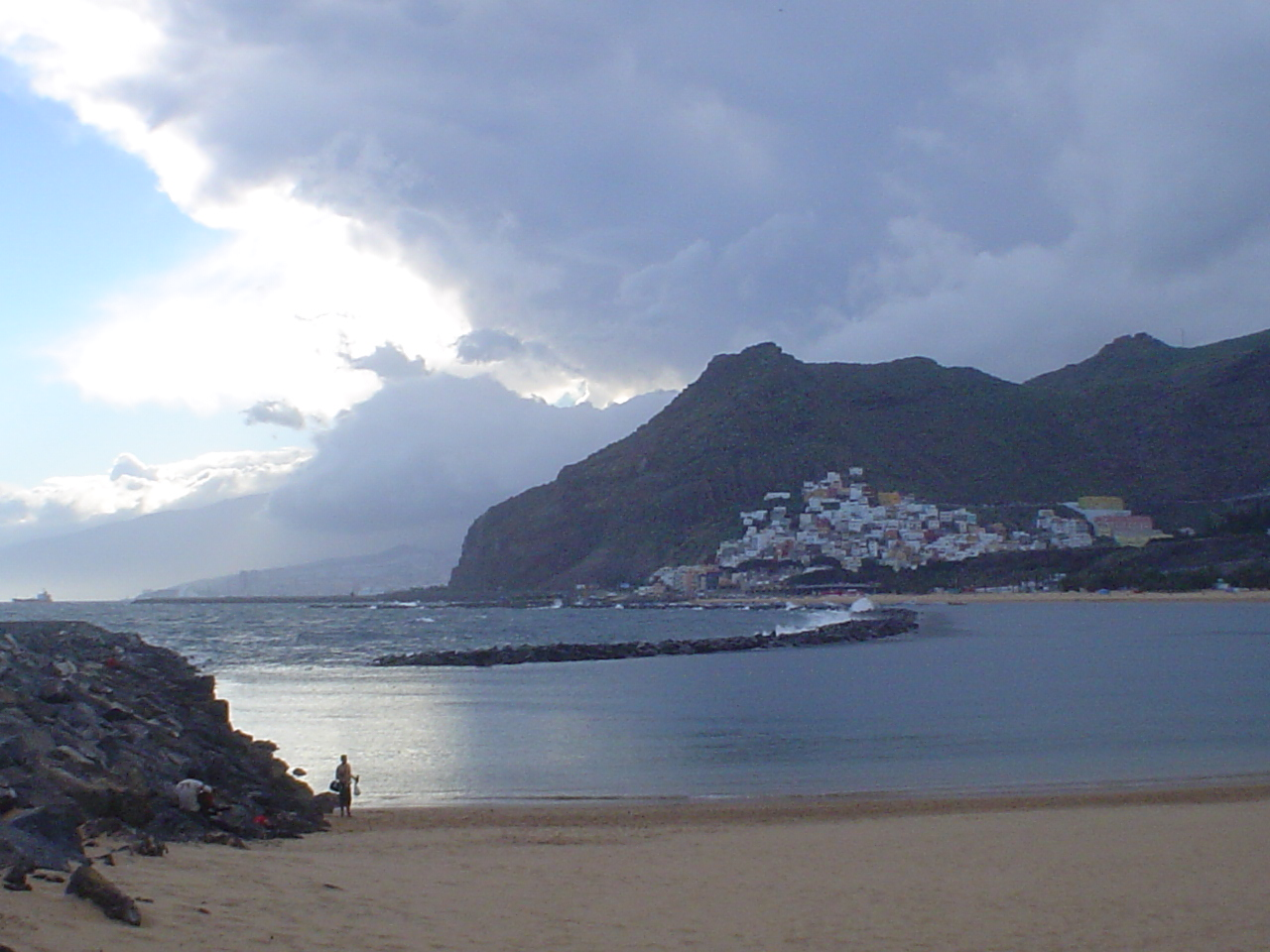
Panorámica de San Andrés desde la Playa de Las Teresitas.

## Relieve

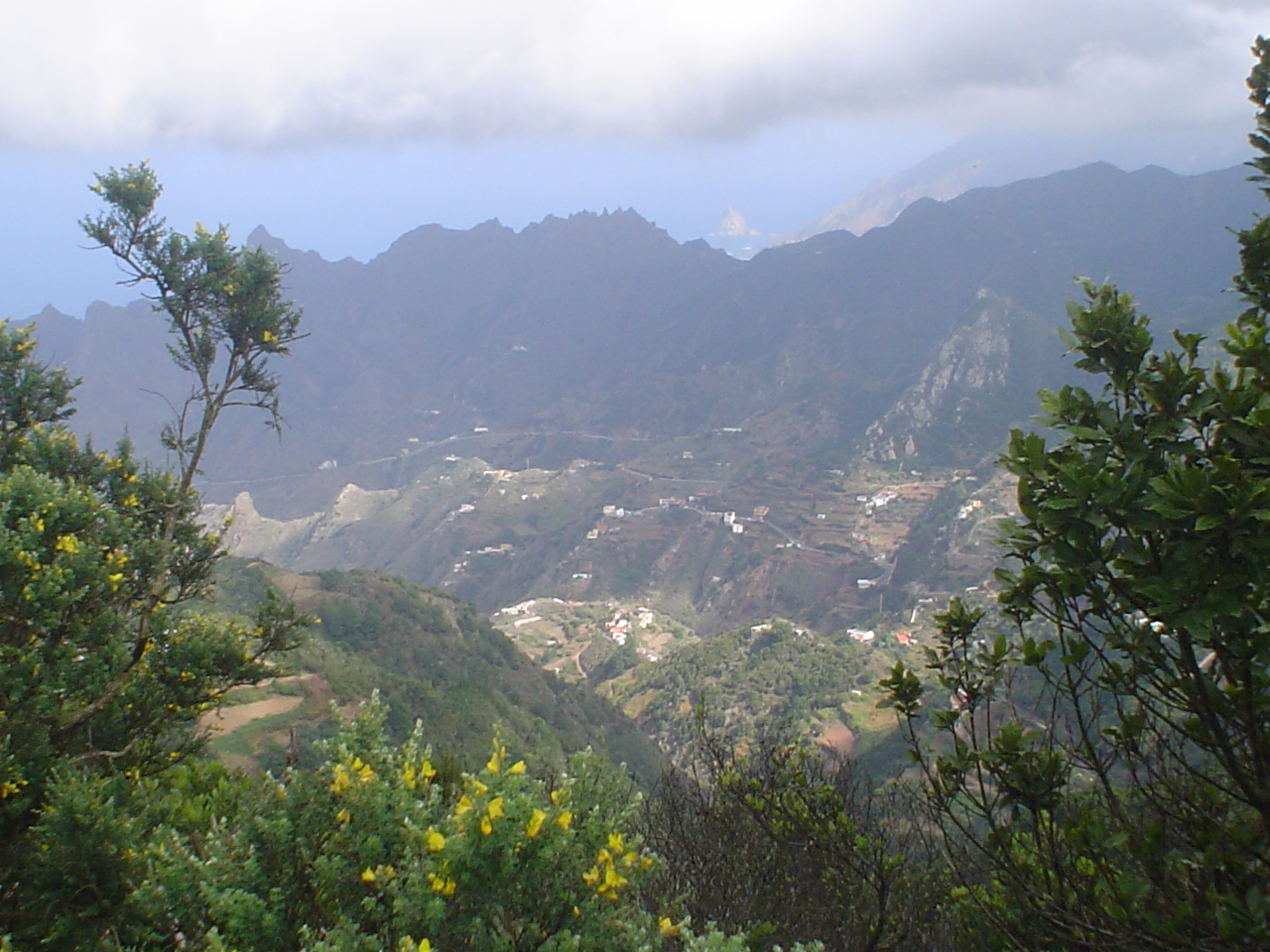
Panorámica de Anaga desde Pico del Inglés.

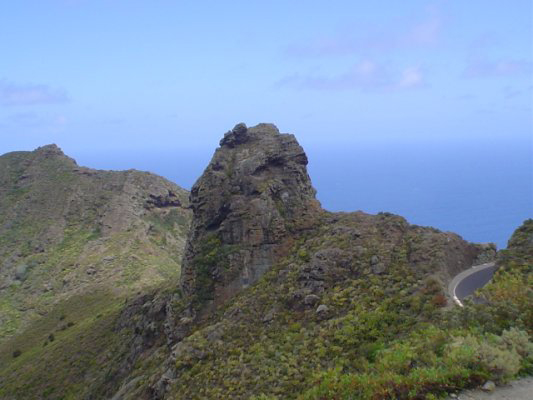
Amogoje, también conocido como "León de Piedra", Taganana.

### Factores endógenos
El edificio de Anaga se constituye a partir del apilamiento de materiales de origen volcánico. En los bordes del macizo la actividad volcánica se prolongó hasta el cuaternario.
La disposición tectoestática de los materiales adopta un buzamiento a partir de la línea de cumbres principal. La tectónica se pone de manifiesto por la existencia de pequeñas fallas y numerosos diques orientados NE-SW, SE-NW y E-W.
La litología más abundante viene dada por el grupo de los basaltos (piroclastos y coladas); también aparecen coladas fonolíticas y aglomerados de la misma naturaleza. Las rocas plutónicas están poco representadas y las sedimentarias, más abundantes, son de tipo detrítico y se relacionan con procesos erosivos continentales y marinos. La montaña Cruz de Taborno, es con 1024 metros la máxima altitud del Macizo de Anaga.

### Formas estructurales
La antigüedad del cese de las emisiones volcánicas ha permitido que la acción erosiva se desarrolle ininterrumpidamente desde fines del plioceno a la actualidad. Ello ha dado lugar a la desaparición de las formas volcánicas originales y a su sustitución en el espacio por formas derivadas. Entre éstas destacan los diques exhumados por un proceso de erosión diferencial; distinguiéndose los de naturaleza basáltica, largos y estrechos y con escaso resalte, y los fonolíticos, más anchos y cortos, que se levantan hasta los 30 m sobre el relieve circundante. En ocasiones la exhumación no es completa, presentando solo una banda al descubierto.
Otro tipo de formas son los cuellos volcánicos, la mayoría de ellos de naturaleza sálica, que parecen pertenecer a dos generaciones distintas. Se caracterizan por conformar relieves muy destacados y abruptos, que en ocasiones presentan dimensiones más modestas. En todos los casos es llamativa la disyunción columnar (Roque de Las Ánimas, Aderno, Enmedio, etc.).
Un tercer tipo de formas viene dado por las "planchas basálticas", fonolíticas y aglomeráticas, que aparecen coronando los interfluvios. Las variantes morfológicas de las planchas están en razón de su antigüedad y del grado de alteración que han sufrido, aunque todas ellas pueden ser consideradas como relieves de inversión volcánicos.
Estudios realizados con series temporales geodésicas utilizando estaciones permanentes del IGN, detectaron que el área del Macizo de Anaga se encuentra en una estabilidad geodinámica respecto al resto de la Isla de Tenerife. Se detectó cierta extensión asociada a la ligera subsidencia del complejo central, achacable a la sobreexplotación de los acuíferos.

### Formas de modelado

#### Barrancos
Constituyen el elemento morfológico más destacable del macizo, caracterizándose por sus vertientes escarpadas y corto recorrido. Su existencia no se relaciona con directrices tectónicas, sino que se organizan en relación con la estructura en tejado del edificio de Anaga.

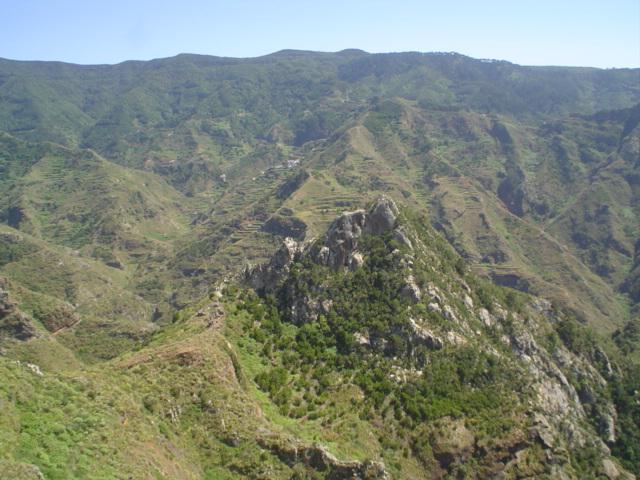
Chinamada, Roque los Pinos.

En todos ellos los cambios en la litología introducen rupturas de pendiente, sobre todo en los contactos entre las planchas sálicas y las rocas de tipo basáltico. Los perfiles transversales también son diferentes según la litología, ensanchándose en los piroclastos y encajándose en las lavas basálticas y fonolíticas. Las cabeceras son de tipo polilobulado, apareciendo hasta cinco tipos distintos de perfiles longitudinales.
La génesis de los valles en V de Anaga parece datar de finales del Terciario, durante el plioceno, pues dentro de algunos de ellos, como el barranco de Tahodio, se sitúan planchas de materiales sálicos o formas volcánicas pertenecientes al cuaternario medio y antiguo. Un fenómeno reseñable es que en el sector de la desembocadura, los fondos de los barrancos se sitúan por debajo del actual nivel marino, encontrándose rellenos por aluviones, lo que parece indicar que en el Cuaternario antiguo y medio una fuerte incisión torrencial se efectuaba en relación con un nivel marino regresivo (clima húmedo coincidente con una glaciación europea).
Estos amplios colectores presentan hoy una dinámica mediocre que se limita a débiles escorrentías invernales, aunque ocasionalmente, como en 1826, 1977, 2002 y 2010, su inusual funcionamiento produzca inundaciones de graves consecuencias para los asentamientos humanos.

### Formas de sedimentación pleistocenas

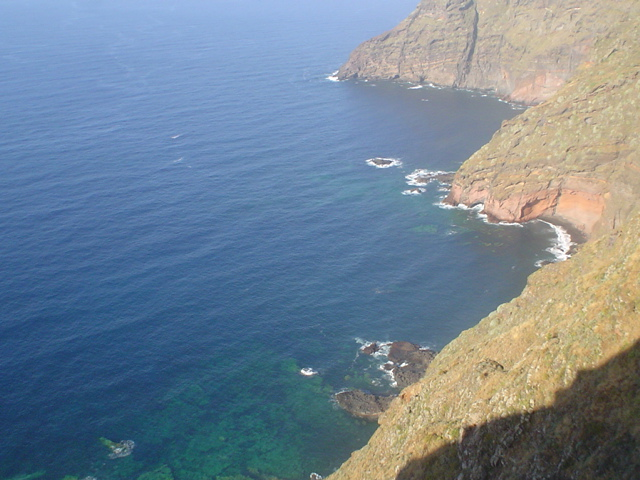
Punta del Frontón.

En todo el contorno de Anaga es posible localizar importantes masas de depósitos de barranco, de ladera y caracteres de glacis coluviales. Todos están constituidos por cantos y matriz fina alterada; las representaciones del depósito, las incisiones y acantilamientos que se observan en ellos y el hecho de encontrarse actualmente colonizados por fayal-brezal, laurisilva, matorral xerófilo de costa o cultivos, evidencia su carácter relicto, datando su génesis de una fase subárida, con lluvias violentas y esporádicas, ocurridas a finales del Pleistoceno.
Mucho más localizadas están las huellas de una crisis climática anterior, cuyos depósitos correlativos aparecen cementados y resaltados sobre el curso de los barrancos actuales (Taganana y Punta del Hidalgo).
Si bien Anaga solo ha conocido una erupción en el Pleistoceno, con su morfología original muy alterada por el modelado efectuado posteriormente (volcán de Las Rosas), sus bordes han sufrido profundas modificaciones llevadas a cabo por volcanes de la Serie III que se localizaron en sus cercanías (El Socorro, montaña de Guerra y estribaciones de la Dorsal).

## Costas

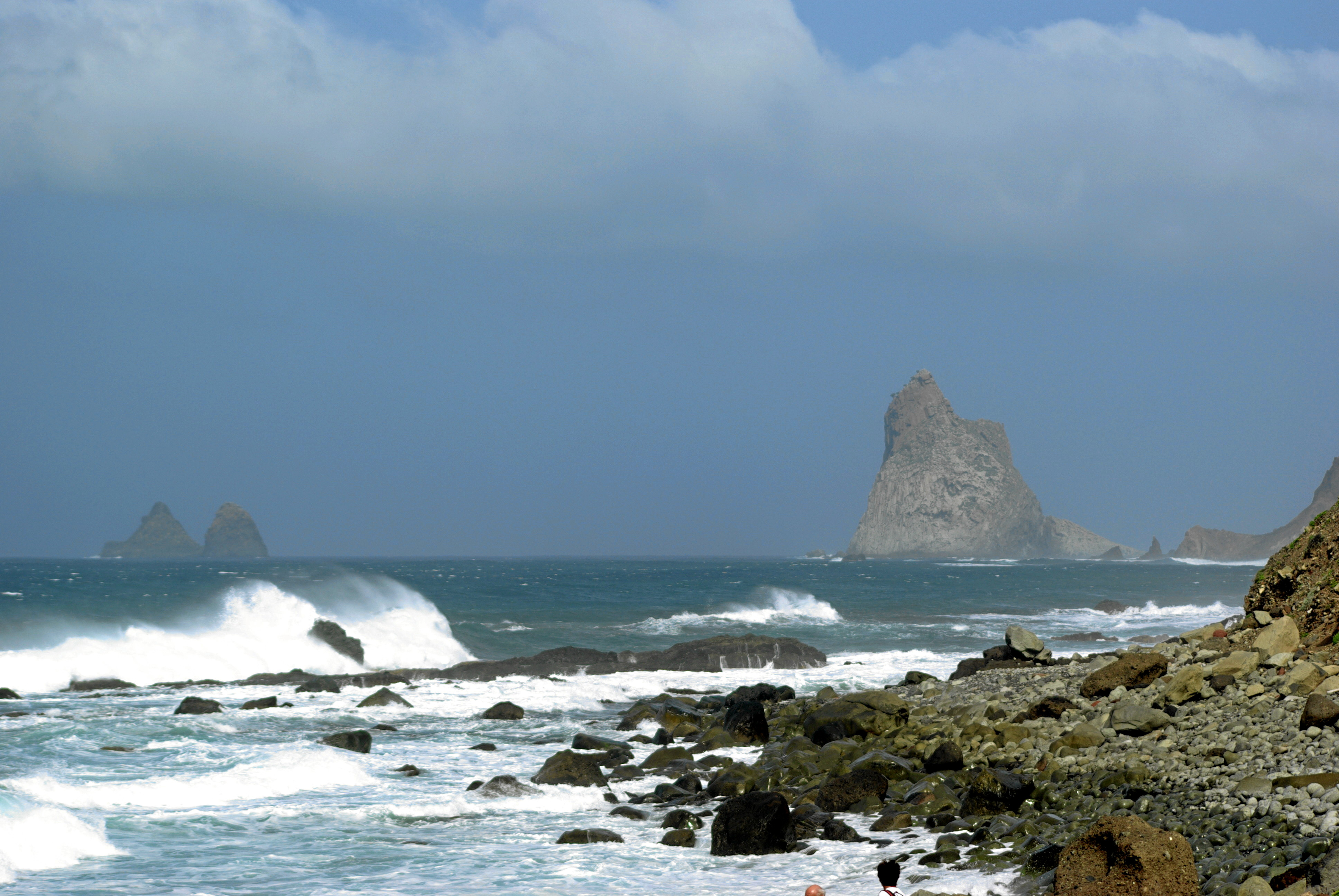
Roques de Anaga.

En conjunto, las costas del macizo de Anaga pueden ser consideradas como estructurales, altas y rocosas; sin embargo, esta aparente homogeneidad esconde una gran variedad morfológica en detalle. Nos encontramos con grandes acantilados labrados por la erosión marina sobre los espesos paquetes de materiales volcánicos de la Serie I; acantilados de menores proporciones tallados sobre los materiales de la Serie III (Bajamar) o sobre los depósitos detríticos elaborados durante crisis climática.
Sin embargo, no toda la morfología litoral de Anaga es encuadrable dentro de estos tipos de acantilados ya mencionados, sino que por el contrario también aparecen algunas playas, localizadas en áreas abrigadas del embate de las olas (Almáciga, Taganana, Antequera, etc.); callaos, que se sitúan en las desembocaduras de los barrancos; y algunos ejemplos de formas de acumulación dunar (Antequera, etc.). Esta riqueza de formas actuales se complementa con la presencia de restos de terrazas marinas cuaternarias, situadas a niveles que oscilan entre los 1 y 8 m sobre el actual nivel de mar, datando estas últimas de la transgresión Mellahiense. Por otra parte, las alteraciones provocadas por el agua marina han originado bellas formas de corrosión en las rocas de tipo volcánico.
Aparte de este conjunto de morfologías litorales, los mayores accidentes de las costas de Anaga vienen dados por la presencia de los Roques de Anaga, necks sálicos que han sido aislados por el mar; la Punta del Hidalgo, fruto del adelantamiento de la línea de costa por la llegada al mar de una colada volcánica pleistocena; y la Punta de Antequera, que obedece a un proceso de erosión diferencial ejercido sobre una espesa colada sálica.

## Clima
Anaga presenta unos matices propios que obedecen a los fuertes desniveles existentes, la orientación, la exposición y la moderada altitud de la línea de cumbres.

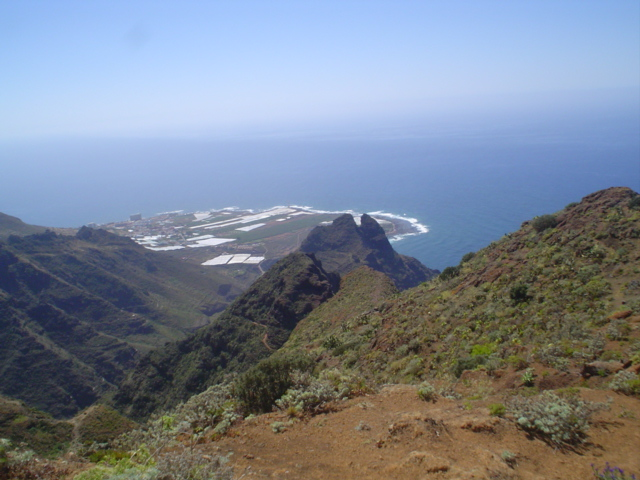
Punta del Hidalgo (vista desde Roque Dos Hermanos).

Los datos pluviométricos existentes en el macizo permiten diferenciar tres áreas: la costa (0-200 m), con totales inferiores siempre a los 300 mm, valores mínimos que pueden llegar a ser nulos, y un número de meses secos que oscila entre los once y doce; las "medianías", con totales inferiores a los 700 mm, más de 100 mm en el mes más húmedo y siete meses secos; y las cumbres, con totales que superan los 900 mm, precipitaciones superiores a 200 mm en el mes más húmedo y solo cinco meses secos.
Esto sin contar el agua de la niebla gracias a los Vientos Alisios, también llamada 
lluvia horizontal, ésta se forma cuando las nubes llegan a la cumbre del macizo y las hojas de las plantas y árboles que conforman la laurisilva precipitan las pequeñas gotas captadas de la niebla hacia el suelo.
Los valores ascienden mucho, en la cumbre, de los 10 mm de agua de lluvia que se recogen en
verano, son más de 900 mm los que se recogen del agua de la niebla. 
Lo que da un valor de más de 2200 mm anuales si se cuenta el agua de la lluvia horizontal.
En el área litoral la temperatura media anual está en torno a los 20 °C, la mínima media en torno a 17,5 °C y la media máxima en 24,5 °C. Las medianías bajas a barlovento presentan una media anual de 18,7 °C, una media de las mínimas de 15 °C y una máxima media del 21,5 °C; las medianías altas tienen una media de 16,2 °C, una media mínima de 12,3 °C y una media de las máximas de 21,1 °C.
La relación de las precipitaciones con las temperaturas permite apreciar la existencia de condiciones de aridez en las áreas bajas, y semiaridez en las medianías bajas. Tales condiciones aparecen de marzo a octubre en las costas, y de julio a septiembre en las áreas altas. Los sectores de cumbres están exentos de este fenómeno al ser afectados, sobre todo en verano, por el “mar de nubes” del alisio que, dado el relieve de Anaga, es capaz de desbordar hacia sotavento, beneficiando a esta vertiente.

## Suelos

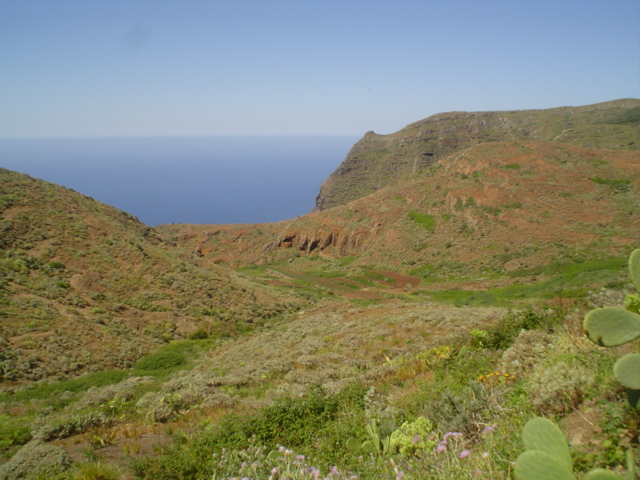
Aguaide.

Las diferentes condiciones climáticas que aparecen en el macizo, las diferentes formaciones vegetales, la topografía, las condiciones morfogenéticas y la evolución climática cuaternaria, explican la existencia de varios tipos de suelos en el ámbito del macizo. En las áreas de cumbre, beneficiadas por una humedad casi constante, es posible encontrar suelos pardos que se alternan con áreas de litosol allí donde las condiciones de pendiente han impedido edafogénesis. También en las áreas de cumbre es posible encontrar suelos antiguos de tipo ferralítico. En los bordes del macizo situados a una altitud media aparecen suelos de tipo fersialítico (parte alta del valle de Tegueste y Vega Lagunera).
Las áreas litorales aparecen ocupadas por suelos minerales brutos, tipo litosoles, aunque las formaciones coluviales de Edad Finipleistocena han evolucionado a suelos vérticos xéricos en la vertiente Norte y a suelos marrones en la vertiente de sotavento.

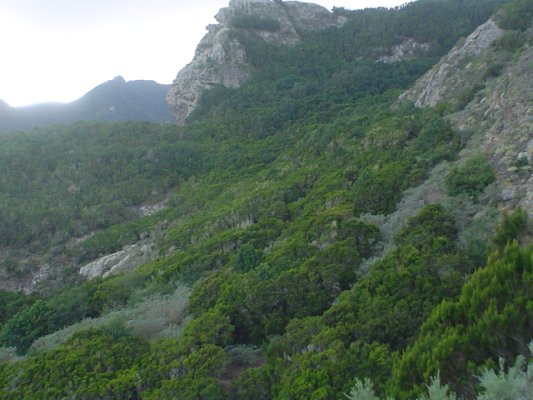
Chamorga.

## Vegetación
Las distintas condiciones del relieve, clima, exposición, suelos y antropización, han generado un paisaje vegetal muy variado en el que es posible diferenciar hasta un total de nueve formaciones vegetales.
En la franja litoral afectada por el “spray marino” aparecen restos de antiguas formaciones de tarajal (Tamarix canariensis) y un matorral abierto en el que destaca como especie característica la Astydamia latifolia. La escasez de arenales imposibilita la aparición de formaciones de tipo psammófilo, estando colonizadas las escasas dunas existentes por un matorral, rastrero y abierto, constituido por especies comunes a otras formaciones del piso basal (Euphorbia balsamifera y Argyranthemum frutescens).
En algunos roques y cantiles costeros perviven importantes poblaciones de dragos (Dracaena draco), que conviven con sabinas (Juniperus turbinata) y acebuches (Olea cerasiformis), siendo las más reseñables las del roque de Aderno, roque de Tierra y roque de Las Ánimas.
En las áreas bajas del macizo, el paisaje aparece ocupado por formaciones arbustivas de cierta densidad, constituidas por especies adaptadas a las condiciones subáridas y a la pobreza de suelos. Es posible encontrar los cardonales (Euphorbia canariensis) y los tabaibales; los primeros colonizan, sobre todo, las laderas rocosas, mientras que los segundos, divididos en tabaibales de Euphorbia balsamifera y de Euphorbia lamarckii, se ubican sobre las laderas bajas con matriz fina y áreas más montañosas del piso basal, respectivamente.
En Anaga aún perviven dos ejemplos de sabinares, bosques abiertos constituidos por Juniperus turbinata, de los cuales el más importante y de mayor vitalidad es el existente en el valle de Afur; el que se ubica en la Punta de Anaga presenta una menor complejidad interna y una tendencia claramente regresiva.

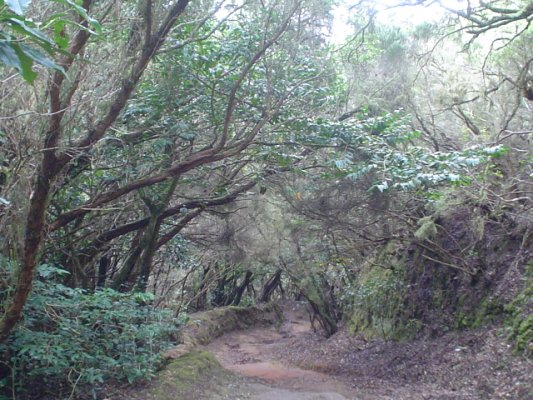
Monte las Mercedes-Llano el Loro.

En las áreas medianas y de cumbres, el retroceso de origen antrópico de las formaciones forestales de carácter mesófilo, con la consiguiente pérdida de suelo por arroyamiento, ha ocasionado la colonización de antiguos sectores forestales por parte de un matorral denso, constituido por especies de tendencias xerófila y heliófila. Dentro de estas formaciones destacan las siguientes especies: Teline canariensis, Rumex lunaria, Artemisia thuscula, Agave americana, Opuntia ficus-barbarica, Rubus ulmifolius, etc.

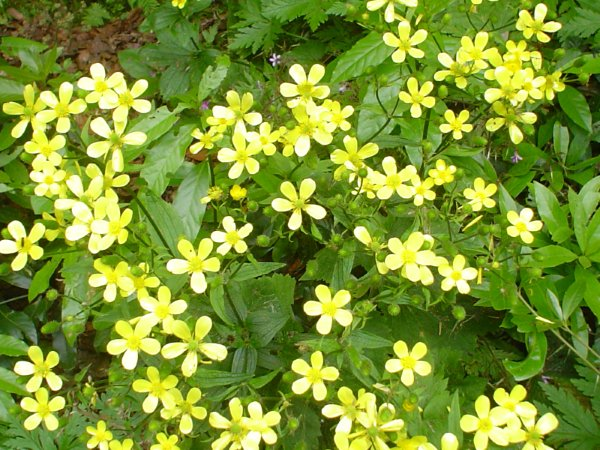
Planta en flor en Las Mercedes.

Las formaciones de fayal-brezal de Anaga deben su existencia a factores de orden natural y humano; por un lado, la existencia de cresterías batidas por el viento crean un medio natural óptimo para esta formación, constituida principalmente por Erica arborea, Erica platycodon, Myrica faya e Ilex canariensis; por otra parte, el retroceso de la laurisilva ha proporcionado la expansión del fayal-brezal como formación de sustitución.
Una de las formaciones más interesantes del macizo es la laurisilva, catalogada como bosques de niebla de lluvia, y que ocupó la cuenca mediterránea antes del inicio de las glaciaciones cuaternarias; la permanecía de este tipo de bosque en Anaga no estuvo exenta de fases críticas, ya que en su dominio ha sido detectadas dos crisis morfoclimáticas de carácter subárido que, dieron lugar a su desalojo de los ámbitos que hoy ocupa.
La superficie actual del bosque de laurisilva es bastante más reducida que la que le correspondía en fecha prehispánica; la incidencia de la actividad humana en este sentido ha sido espectacular, constatándose importantes retrocesos de fecha histórica en la Vega Lagunera, Valle de Tegueste, barranco del Bufadero y Valle de San Andrés. Desde hace unos años, las masas de laurisilva se reducen a Las Vueltas de Taganana (de extraordinaria riquezas florística y estructural), Aguirre y Las Mercedes. A estos bosques hay que unir algunos pequeños enclaves, entre los que destaca por su facies rupícola el de El Pijaral.
Pese a que Anaga se localiza por debajo del límite del pinar, en el macizo aparece un pequeño pinar constituido por Pinus canariensis, que coloniza la ladera de solana de un neck fonolítico (roque de Los Pinos). Otro pequeño pinar se localiza en las cumbres de Tegueste, en un área potencial de laurisilva, y obedece a una repoblación de Pinus radiata. En algunos sectores del borde occidental del macizo aparecen pequeños rodales de Eucalyptus globulus, cuya plantación data del siglo XIX, y que están dañando los suelos irreversiblemente.

## Reserva de la Biosfera
En el mes de marzo de 2013 el Consejo de Coordinación de la Red Canaria de Reservas de la Biosfera presentó y aprobó por unanimidad la propuesta de declarar todo el macizo de Anaga como nueva Reserva de la biosfera. El 24 de septiembre, el Comité Español del Programa Hombre y Biosfera de la Unesco (Mab) da el visto bueno a la candidatura, que fue presentada en el Consejo Internacional de Coordinación de la Unesco en la primavera de 2014 para su aprobación definitiva. La propuesta había sido aprobada por el Ejecutivo del Gobierno de Canarias y contó además con el respaldo de las Universidades de La Laguna, de Las Palmas de Gran Canaria y de la Complutense de Madrid.
Finalmente el 9 de junio de 2015 el macizo de Anaga fue declarado Reserva de la Biosfera, con un total de 48 727 ha, durante la reunión anual de la Unesco celebrada en esa ocasión en París (Francia). El macizo de Anaga es el lugar que mayor cantidad de endemismos tiene de Europa, y el paraje natural más importante de la isla de Tenerife tras el Parque nacional del Teide.

## Aspectos humanos
Si bien Anaga es una comarca en la que los aspectos naturales son las que marcan más intensamente el paisaje, la ocupación humana también presenta un notable interés geográfico. Las fuertes pendientes existentes en todo el macizo, unidas a la escasez de suelo agrícola, explican el escaso poblamiento que se localiza en toda la comarca, siendo las entidades de población de pequeño tamaño.
La falta de suelo agrícola ciñe la agricultura a algunos rellanos de la cumbre y a los depósitos aluviales y coluviales elaborados durante la última crisis morfoclimática; estos presentan una importante proporción de fracción fina y susceptible de ser puesta en cultivo. Sin embargo, no se trata de terrenos óptimos, puesto que las fuertes pendientes han obligado a la construcción de bancales de cultivo, que marcan el paisaje agrario del macizo. El pequeño tamaño de las parcelas y su disposición escalonada imposibilitan la mecanización, lo que obliga a costosas inversiones en trabajo humano para poder practicar una agricultura de tipo tradicional. Tales hechos, junto a la existencia de empleos terciarios en las ciudades vecinas, explican el retroceso de la agricultura y el consecuente abandono de los bancales, algunos de los cuales aparecen colonizados por fayal-brezal en las cumbres y por matorral xerófilo en las áreas litorales más secas.

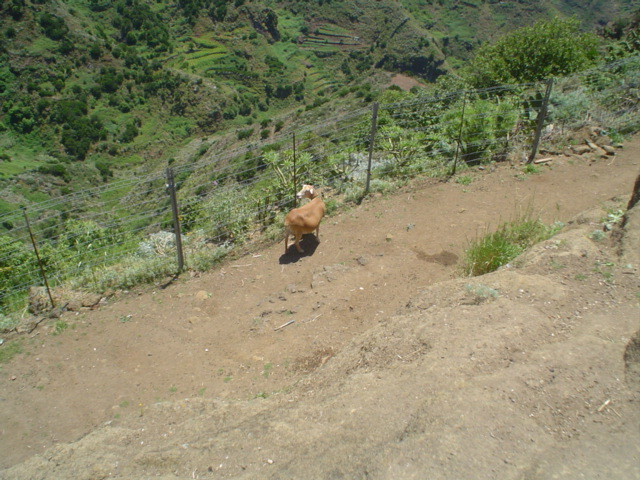
Alto de Chamorga.

Los cultivos fundamentales son la papa, en las zonas altas más húmedas, y la vid en las áreas litorales, más secas y soleadas; el vino de esta comarca goza de cierto prestigio local, pero su producción, escasa, no trasciende al mercado extracomarcal.
En algunas áreas bajas, con importantes depósitos detríticos cultivables, se practica una agricultura de regadío, cultivándose el plátano y algunos frutos tropicales como el aguacate.
Poco aptas para la agricultura, las tierras de Anaga tampoco muestran una peculiar vocación ganadera; las fortísimas pendientes y la ausencia de pastizales de calidad solo permiten el pastoreo de caprinos, existiendo algunos rebaños importantes, de los que se obtiene leche a partir de la cual se elaboran quesos siguiendo un procedimiento artesano.
La actividad forestal está poco desarrollada y se limita a sacar varas, horquetas y cisco; es esta la única explotación realizable en los bosques de Anaga, ya que si estos se viesen sometidos a una tala, la posterior perdida de suelos por arroyamiento otorgaría un carácter irreversible a la desaparición del bosque y tendría a su vez resultados hidrológicos.
Dentro del parque rural de Anaga podemos encontrar diversos senderos que facilitan tanto a los habitantes de la zona como al turista el acceso a muchos rincones, que sin ellos sería imposible.

### Poblamiento
Los escasos recursos que ofrece el macizo explican la presencia de una débil densidad de población. Las entidades de población tradicionales son escasas y de reducido tamaño; se adaptan perfectamente a las adversas condiciones del medio respetando rigurosamente el terrazgo. Por ellos es normal encontrar aldeas ocupando áreas rocosas situadas en cresterías muy batidas por el viento (La Cumbrilla, Chinamada, Taborno, etc.) o en laderas rocosas de nula productividad. Un caso llamativo lo constituye el caserío de Taganana, que se sitúa sobre el espinazo constituido por un depósito aluvial antiguo, muy cementado e improductivo, mientras que las formaciones aluviales más recientes eran reservadas a los cultivos.
El núcleo de población más importante es San Andrés, seguido por Taganana, Igueste de San Andrés, Almáciga y Azanos.
El abandono rural ha afectado a las áreas más marginales dentro de esta comarca, existiendo ya caseríos totalmente deshabitados como Las Palmas o Las Casillas, y otros mínimamente habitados por una población muy envejecida, como es el caso de El Draguillo. Los únicos núcleos que han experimentado crecimiento se sitúan en áreas bien comunicadas con Santa Cruz de Tenerife y La Laguna, pero no se trata ya de formas de hábitat rural sino que su expansión se relaciona con procesos metropolitanos.

## Vías de comunicación
Anaga ha sido tradicionalmente una comarca aislada; la abrupta geografía limitó hasta tal punto los transportes terrestres que las comunicaciones más accesibles y las más usuales para el comercio eran las marítimas, que se realizaban a través de pequeños embarcaderos.
Las comunicaciones terrestres se limitaban a escasos caminos de herradura y a un complejo sistema de veredas, a través de las cuales se comunicaban los núcleos de población con los campos de cultivo y permitían a su vez el pastoreo.
En los últimos años los esfuerzos realizados en materia de comunicaciones han sido destacables, existiendo carreteras asfaltadas, aunque estrechas y de difícil trazado, que comunican La Laguna con El Bailadero, y desde este último punto con Taganana, Punta de Anaga y San Andrés (TF-12). El número de pistas es considerable, a pesar de que su apertura plantea notables problemas de estabilidad de vertientes.

### Caminos

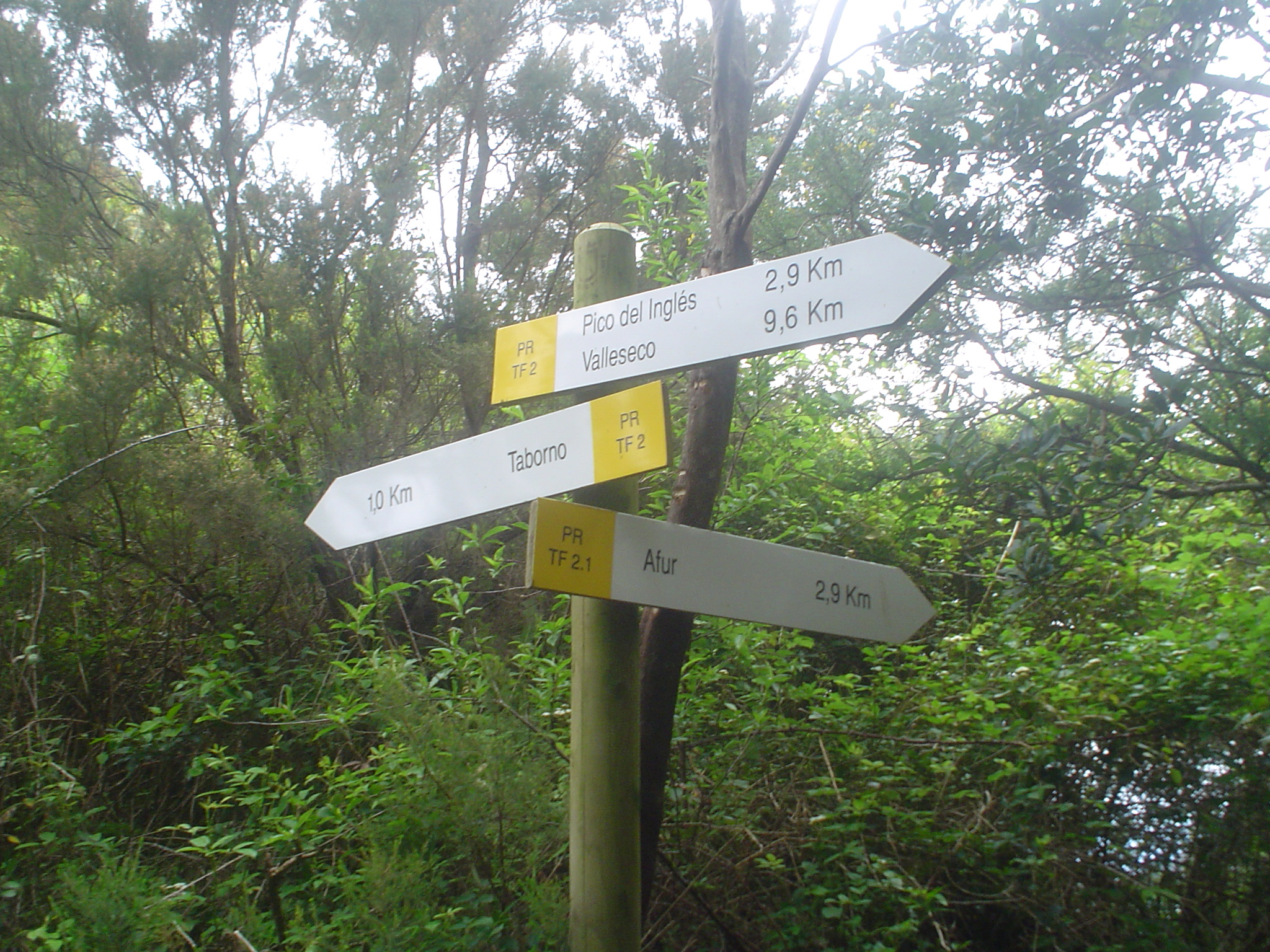
Poste del sendero PR-TF 2.1 camino Afur.

Por Anaga se cruzan numerosos senderos de uso exclusivamente peatonal, aptos para la práctica del excursionismo,  algunos de los cuales se encuentran homologados e incluidos en la Red de Senderos de Tenerife:
- Sendero PR-TF 2 Valleseco-Taborno.[53]
  - Sendero PR-TF 2.1 Variante El Frontón.[54][55]
- Sendero PR-TF 3 Circular Casas de La Cumbre-Valle Brosque.[56]
- Sendero PR-TF 4 El Bailadero-Taganana.
  - Sendero PR-TF 4.1 El Bailadero-Taganana (derivación Playa del Roque de Las Bodegas).
- Sendero PR-TF 5 Chamorga-Igueste de San Andrés.[57]
  - Sendero PR-TF 5.1 Igueste de San Andrés-El Semáforo.

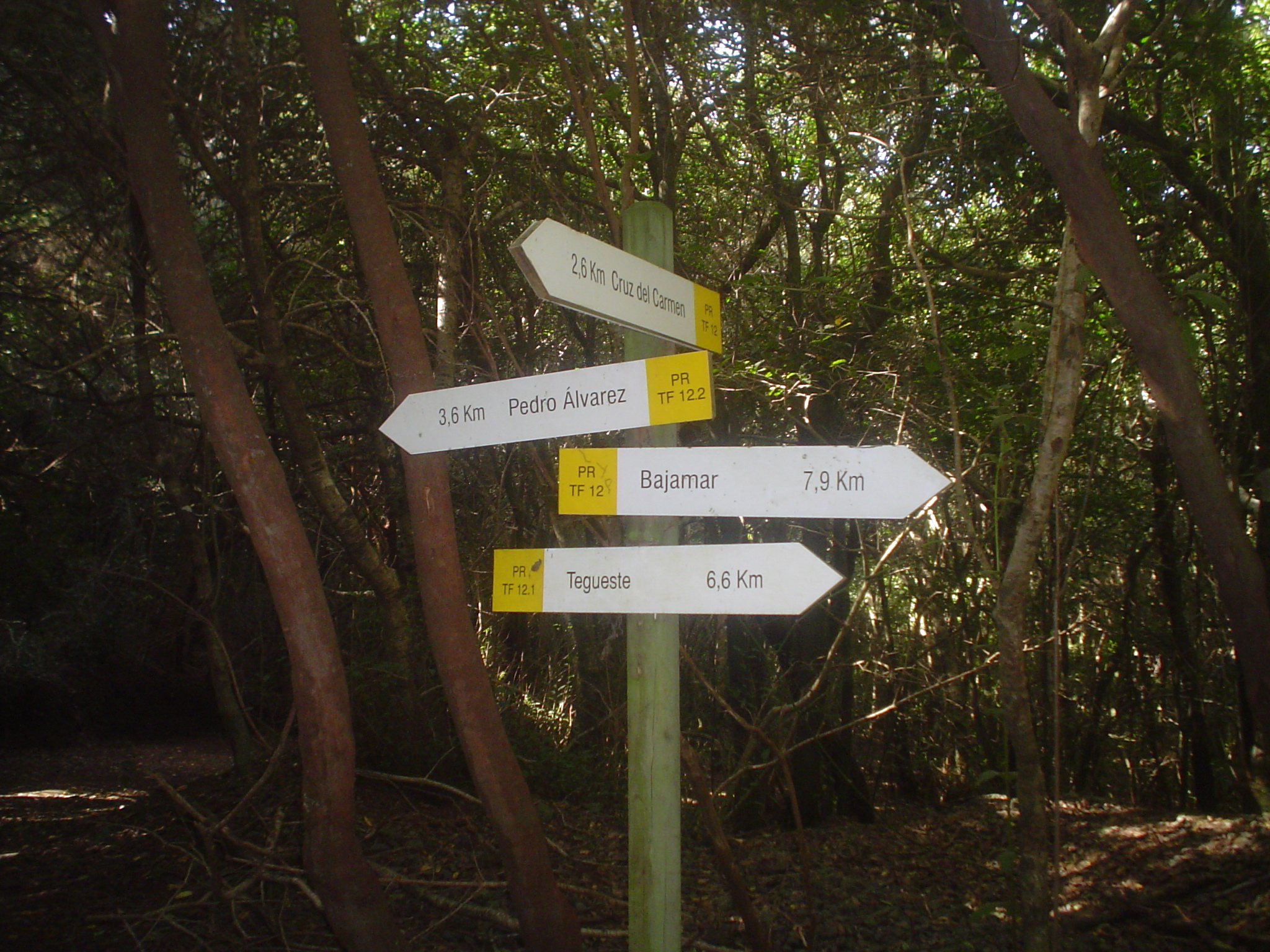
Poste del sendero en una intersección del sendero PR TF-12 camino hacia Bajamar.

- Sendero PR-TF 6 Circular Chamorga-Las Palmas-El Draguillo.
  - Sendero PR-TF 6.1 Variante de Tafada.
  - Sendero PR-TF 6.2 Playa del Roque de Las Bodegas-El Draguillo-Almáciga.
  - Sendero PR-TF 6.3 Camino del Paso del Hediondo.
- Sendero PR-TF 8 Circular Afur - Taganana.[58]
- Sendero PR-TF 9 Las Carboneras-Afur.
- Sendero PR-TF 10 Cruz del Carmen-Punta del Hidalgo.[59]
  - Sendero PR-TF 10.1 Variante de Las Carboneras.
- Sendero PR-TF 11 Cruz del Carmen-El Batán-Punta del Hidalgo.
- Sendero PR-TF 12 Cruz del Carmen-Bajamar.
  - Sendero PR TF-12.1 Cruz del Carmen-Tegueste.
  - Sendero PR TF-12.2 Cruz del Carmen-Pedro Álvarez.

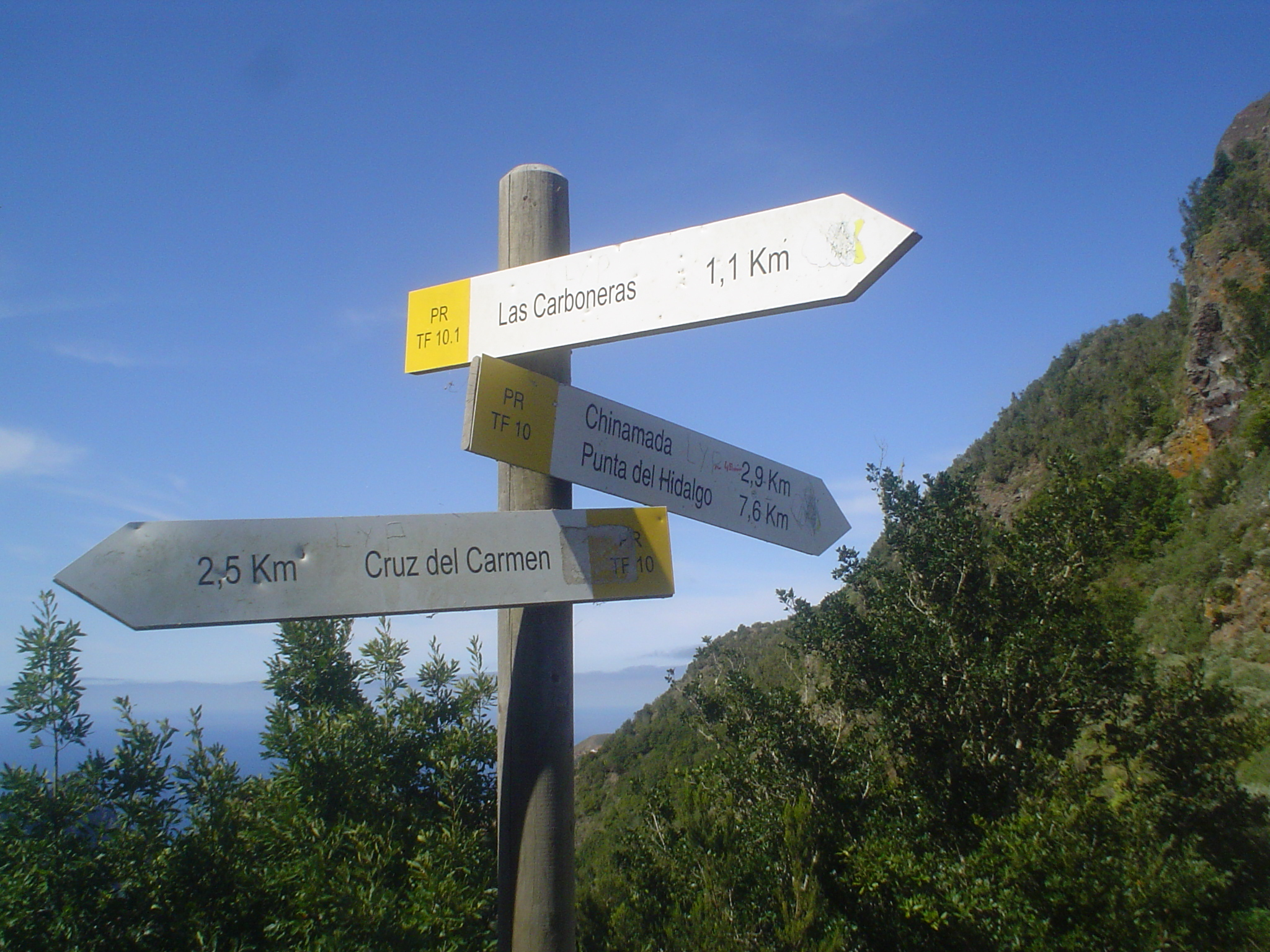
Poste del sendero en una intercesión del sendero PR TF-10 y PR TF-10.1 camino La Punta o Las Carboneras.

Otros muchos caminos que surcan Anaga son aptos para la práctica del excursionismo, algunos muy cómodos y otros en cambio con caminos vertiginosos, que son muy usados también por los senderistas en busca de buenas panorámicas que proporciona el lugar.
- Camino de Las Lecheras, desde Barrio Nuevo (Cueva Roja) a Valle Tabares.
- Camino de Abicore, de San Andrés a Taganana, por la Gollada de Abicore.
- Camino Viejo de Anaga, en su tramo entre las Casas de la Cumbre y Chamorga (El Pijaral, La Ensillada, Chinobre, Anambro, Cabezo del Tejo).
- Camino de Tafada, desde Chamorga a Montaña Tafada.
- Camino de Roque Bermejo, desde Chamorga a Roque Bermejo.
- Camino del Cabezo del Tejo a Chamorga, pasando por la Cruz de El Draguillo.
- Camino de La Costa, desde El Draguillo a Roque Bermejo, pasando por Las Palmas y el Faro de Anaga.
- Camino de Palos Hincados, lleva desde Taborno al barranco del Tamadiste.[60]
- Camino de El Frontón, desde Taborno hasta el caserío de Afur.
- Camino de Taborno a Las Carboneras. Enlaza Taborno con el caserío de Las Carboneras, en el municipio de San Cristóbal de La Laguna.
- Camino de La Asomada. Desde la Cruz de Taborno a La Asomada, en Jardina, por el Monte Aguirre.
- Camino del Tomadero. Desde Cuatro Caminos, en el Cabezo del Viento, a El Tomadero, por el Monte Aguirre.[61]

## Deportes
Entre los deportes practicados en Anaga destacan:
- Trail running.
- Ciclismo de Carretera, Gravel y BTT
- Surf, windsurf y kitesurf.
- Submarinismo.
- Natación.
- Rallies de tierra.
- Fútbol; el máximo exponente anaguero en cuanto a fútbol se refiere es el Club Deportivo San Andrés.
- Senderismo.

## Historia

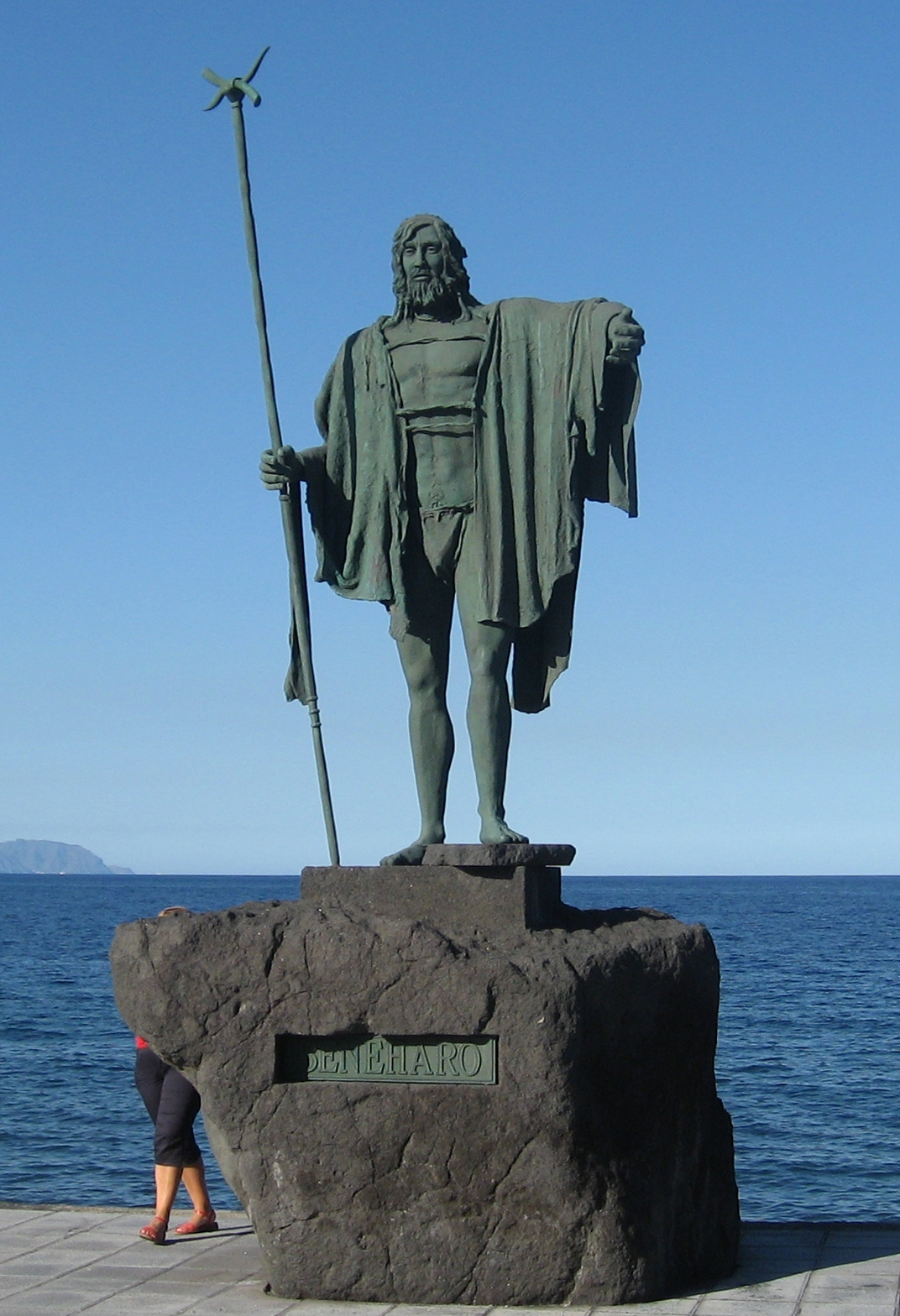
Estatua de Beneharo, Mencey de Anaga. Plaza de la Patrona de Canarias (Candelaria).

Anaga proviene del nombre del menceyato guanche (Menceyato de Anaga) que había en el lugar antes de la conquista castellana. Tenerife estaba dividida en nueve menceyatos, siendo Anaga el más oriental, y al frente de cada uno de ellos había un mencey o rey guanche, siendo Beneharo el de Anaga en tiempos de la conquista en el siglo XV.
Esta zona de la isla es uno de los lugares más ricos en hallazgos arqueológicos de Canarias. Se han encontrado numerosos restos guanches. De hecho la gran mayoría de momias guanches encontradas en el municipio capitalino de Santa Cruz de Tenerife proceden de esta zona del municipio. Entre los hallazgos destacan: la Momia de San Andrés, una de las momias guanches mejor conservadas, hoy expuesta en las vitrinas del Museo de la Naturaleza y el Hombre en la ciudad de Santa Cruz de Tenerife. En las "Laderas de Icorbo" y en "Roque de Tierra" se han encontrado varias momias, y en la Cueva Vegeril se encontraron varias momias destruidas. Además, han aparecido cuevas con algunos restos de animales momificados y una piedra con grabados guanches, la llamada como "Piedra de Anaga". También se encuentran repartidas por Anaga diferentes cuevas con grabados rupestres.
En el sendero que discurre entre Taganana y Afur, se encuentra la llamada Piedra de los Guanches, un yacimiento arqueológico asociado a las prácticas de momificación de los aborígenes guanches. Dicho monumento aborigen es también llamado la Piedra de Taganana.
En la zona del Moquinal actuó en 1991, el asesino Dámaso Rodríguez Martín, donde buscó refugio tras su huida de la prisión Tenerife II donde cumplía condena por una violación y un homicidio. Su carrera delictiva le llevó a asesinar a una pareja de senderistas alemanes, además de a otras dos personas.

## Leyendas y tradiciones

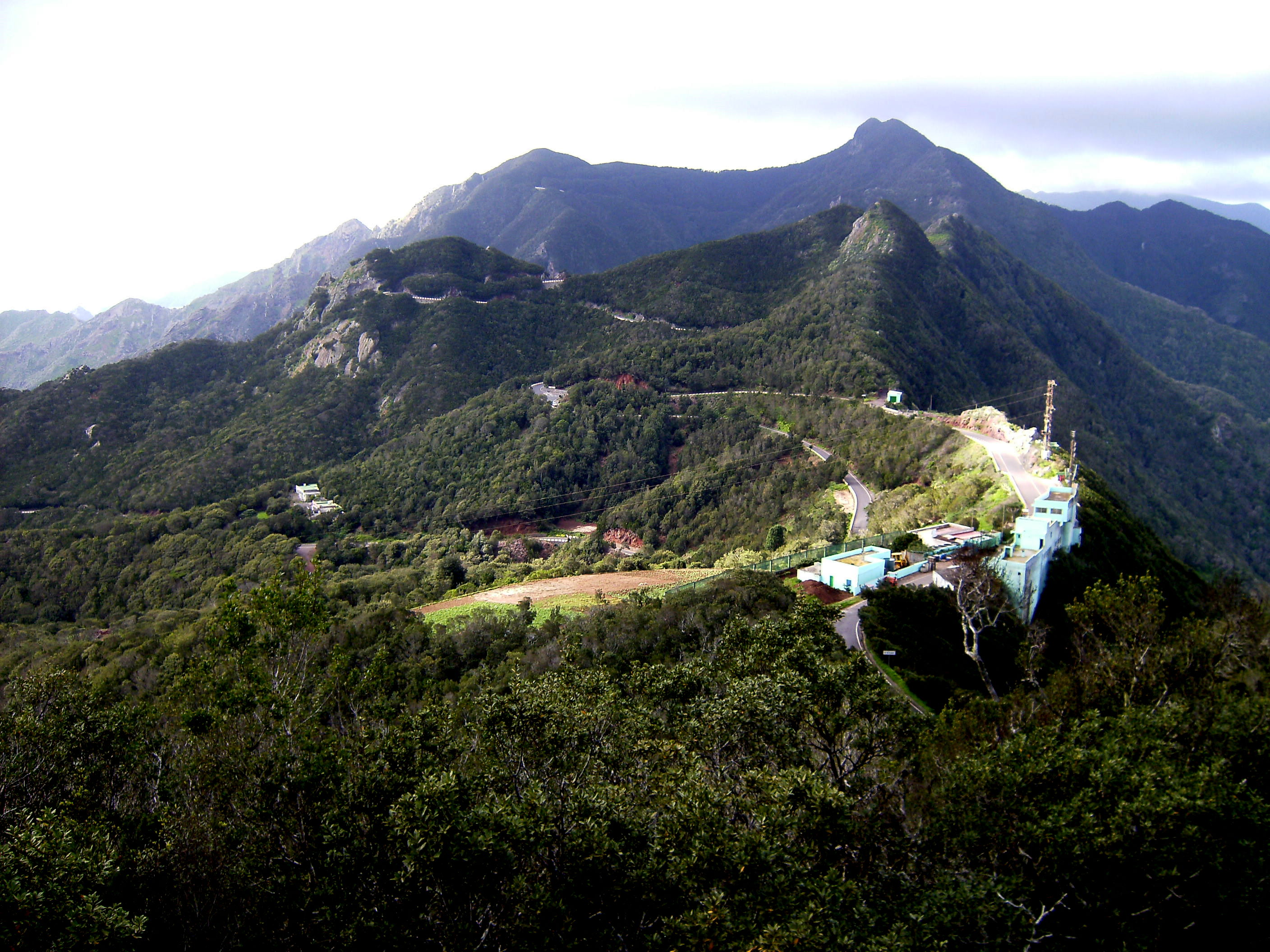
Zona de El Bailadero en Anaga. En este lugar, según la creencia popular, se realizaban aquelarres.

Esta zona del noreste de Tenerife es lugar de numerosas historias y leyendas, como la que relata de donde proviene el nombre de la zona montañosa conocida como El Bailadero, llamado así porque supuestamente era el lugar donde las brujas hacían aquelarres y bailaban en torno a una hoguera, de ahí se supone que deriva el nombre actual de la zona, (ver Las Brujas del Bailadero de Anaga). Además se encuentra en la zona la llamada "Playa de Las Brujas". 
También se dice que el pirata "Cabeza de Perro" escondió un tesoro en los acantilados próximos a Igueste de San Andrés. Según recogen las crónicas en la zona de Taganana vivió la Princesa Cathaysa (princesa aborigen), que cuenta la leyenda que fue vendida por los castellanos como esclava en 1494.
Anaga también cuenta con una leyenda criptozoológica. Se trata de la llamada Anguila peluda, la cual era una anguila monstruosa de grandes dimensiones que habitaba un charco de la Punta de Anaga y que aterrorizaba a la gente del lugar. Esta leyenda acabó por darle el nombre al propio charco, el Charco de la Anguila en el barranco del Palmital.

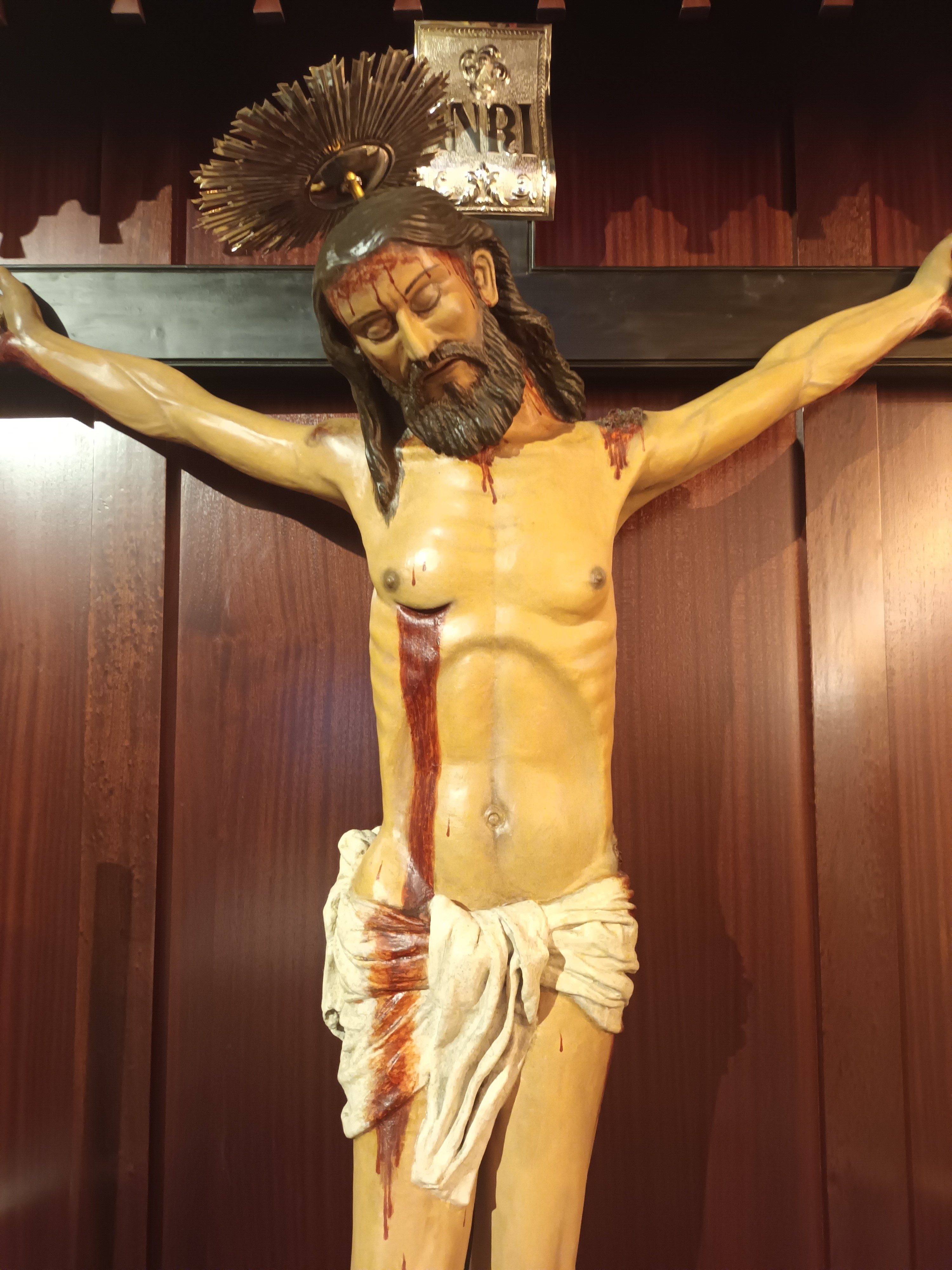
Santo Cristo del Cegato, imagen realizada en madera de naranjo en el, por un escultor ciego, y considerada una imagen milagrosa. Parroquia de San Andrés Apóstol.

También en las medianías montañosas del sur de Anaga, cerca de San Andrés, hay un lugar conocido como "San Pedrito", según una antigua leyenda popular, un vecino de la cercana localidad costera de San Andrés, mientras caminaba por el valle de El Cercado sufrió una dolencia y en ese instante se acordó de San Pedro Apóstol (según el Nuevo Testamento hermano de San Andrés Apóstol), y le prometió que si se curaba de su enfermedad le construiría allí una capilla o altar, hecho que Dios a través del santo le concedió. En ese lugar hay hoy día una hornacina con la imagen de San Pedro, desde ese momento esa zona recibe el nombre de "San Pedrito" y, alrededor del 29 de junio (día del santo), se organizaban romerías desde San Andrés hasta ese lugar.
Otra famosa historia es la de la Virgen de Begoña de Almáciga que llegó a este caserío anaguero después de haber llegado a la playa de Almáciga una botella con un mensaje y unas estampitas de la Virgen. Dicha botella había sido lanzada al mar en el norte de España por unos bilbaínos que se dirigían a Santiago de Compostela, y prometieron que a donde llegara la botella allí llevarían una réplica de la Virgen de Begoña.
La leyenda del Santísimo Cristo del Naufragio relata que el 16 de febrero de 1898, mientras viajaba en el buque de vapor mixto "Flachat" encalló en la costa de la Punta de Anaga, apareciendo en una playa próxima guardado en una caja, siendo descubierto por un cabrero, el cual creía que dentro de esa caja había grandes riquezas, pero al abrirla descubrió la imagen del Cristo e irritado la golpeó hasta romperle las piernas. Pocos días después, el cabrero sufrió un accidente y se fracturó la pierna. La imagen del Cristo se encuentra actualmente en la Iglesia de Nuestra Señora de Las Nieves en Taganana donde aún se le rinde culto. Otra imagen con fama de milagrosa es la del Santo Cristo del Cegato, venerado en la Iglesia de San Andrés Apóstol de la localidad homónima. Fue realizado en madera de naranjo en el siglo xix por un escultor local que padecía ceguera, lo cual fue considerado todo un milagro debido a la condición de su autor.

## Monumentos históricos

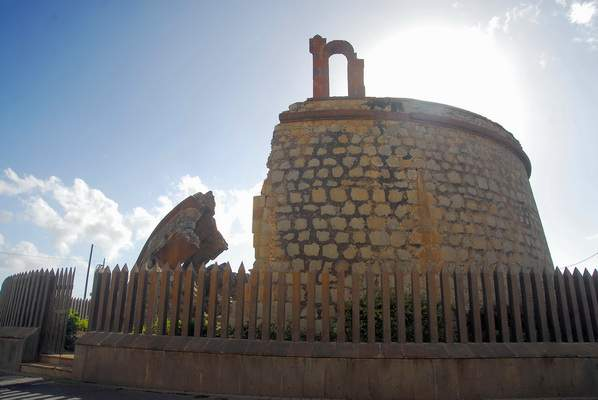
Castillo de San Andrés, declarado Patrimonio Histórico Español el 22 de abril de 1949.

Existen en el macizo varios monumentos históricos, algunos de los cuales han recibido distinciones para asegurar su protección. Destacan:
- La Iglesia de Nuestra Señora de las Nieves situada en el pueblo de Taganana, construida en 1513 y declarada Bien de Interés Cultural en 2006.
- La Ermita de Santa Catalina Mártir de Alejandría, en Taganana, construida en 1621 y declarada Bien de Interés Cultural en 2008.
- La Iglesia de San Andrés Apóstol, en San Andrés, construida en 1680 sobre una primitiva ermita que databa de 1505.
- El Castillo de San Andrés, construido en 1769 y declarado Patrimonio Histórico Español en 1949 y Bien de Interés Cultural en 1999.
- El Faro de Anaga, situado en el extremo más nororiental de la Isla, fue construido en 1863.
- El Semáforo de Igueste, inaugurado en 1895.[83][84]
- La Iglesia de San Pedro Apóstol en Igueste de San Andrés, consagrada en 1909.

## Fiestas patronales
Si hay algo que caracteriza al macizo de Anaga son la cantidad de pueblos y caseríos existentes en la zona y las fiestas patronales que se celebran en cada uno de ellos. Si bien, las principales fiestas de Anaga son las de San Andrés Apóstol en San Andrés el 30 de noviembre y la de la Virgen de las Nieves en Taganana el 5 de agosto, por ser las patronales de los dos pueblos principales de la zona, cada uno de los demás enclaves anagueros también celebran a sus santos patrones con amplios programas festivos, religiosos y culturales que atraen público de toda la isla de Tenerife e incluso de otras islas. Por otro lado, los pueblos de San Andrés y Taganana también tienen oficialmente fiestas copatronales.
En la lista se muestran por orden cronológico las fiestas patronales de los pueblos de Anaga:
| Fecha                                                    | Lugar                 | Santo/Virgen                                     |
| -------------------------------------------------------- | --------------------- | ------------------------------------------------ |
| Fin de semana siguiente al 19 de marzo                   | El Suculum            | San José                                         |
| 29 de abril                                              | Almáciga              | Virgen de Begoña                                 |
| 1 de mayo                                                | Catalanes             | San José                                         |
| Segundo domingo de junio                                 | Taborno               | San José                                         |
| 24 de junio                                              | María Jiménez         | San Juan Bautista                                |
| Fin de semana siguiente al 29 de junio                   | Igueste de San Andrés | San Pedro Apóstol                                |
| Principios de julio                                      | Los Campitos          | Virgen del Carmen                                |
| Segundo domingo de julio                                 | Afur                  | San Pedro Apóstol                                |
| Tercer domingo de julio                                  | El Batán              | Virgen de Candelaria                             |
| 16 de julio                                              | Roque de las Bodegas  | Virgen del Carmen                                |
| Domingo siguiente al 16 de julio                         | Valleseco             | Virgen del Carmen                                |
| 25 de julio                                              | Lomo de Las Bodegas   | Santiago Apóstol                                 |
| Último domingo de julio                                  | San Andrés            | Virgen del Carmen (fiesta copatronal)            |
| 5 de agosto                                              | Taganana              | Virgen de las Nieves                             |
| 16 de agosto                                             | Barrio de La Alegría  | San Roque                                        |
| Entre agosto y septiembre                                | Roque Negro           | Virgen de Fátima                                 |
| 8 de septiembre                                          | Azanos                | Virgen de la Caridad del Cobre                   |
| Segundo domingo de septiembre                            | Casas de La Cumbre    | Virgen de Guadalupe                              |
| 23 de septiembre                                         | Cueva Bermeja         | Virgen de Loreto                                 |
| Último domingo de septiembre o primer domingo de octubre | Chamorga              | Inmaculada Concepción                            |
| 25 de noviembre                                          | Taganana              | Santa Catalina de Alejandría (fiesta copatronal) |
| 30 de noviembre                                          | San Andrés            | San Andrés Apóstol                               |